# Linea principale Senmō

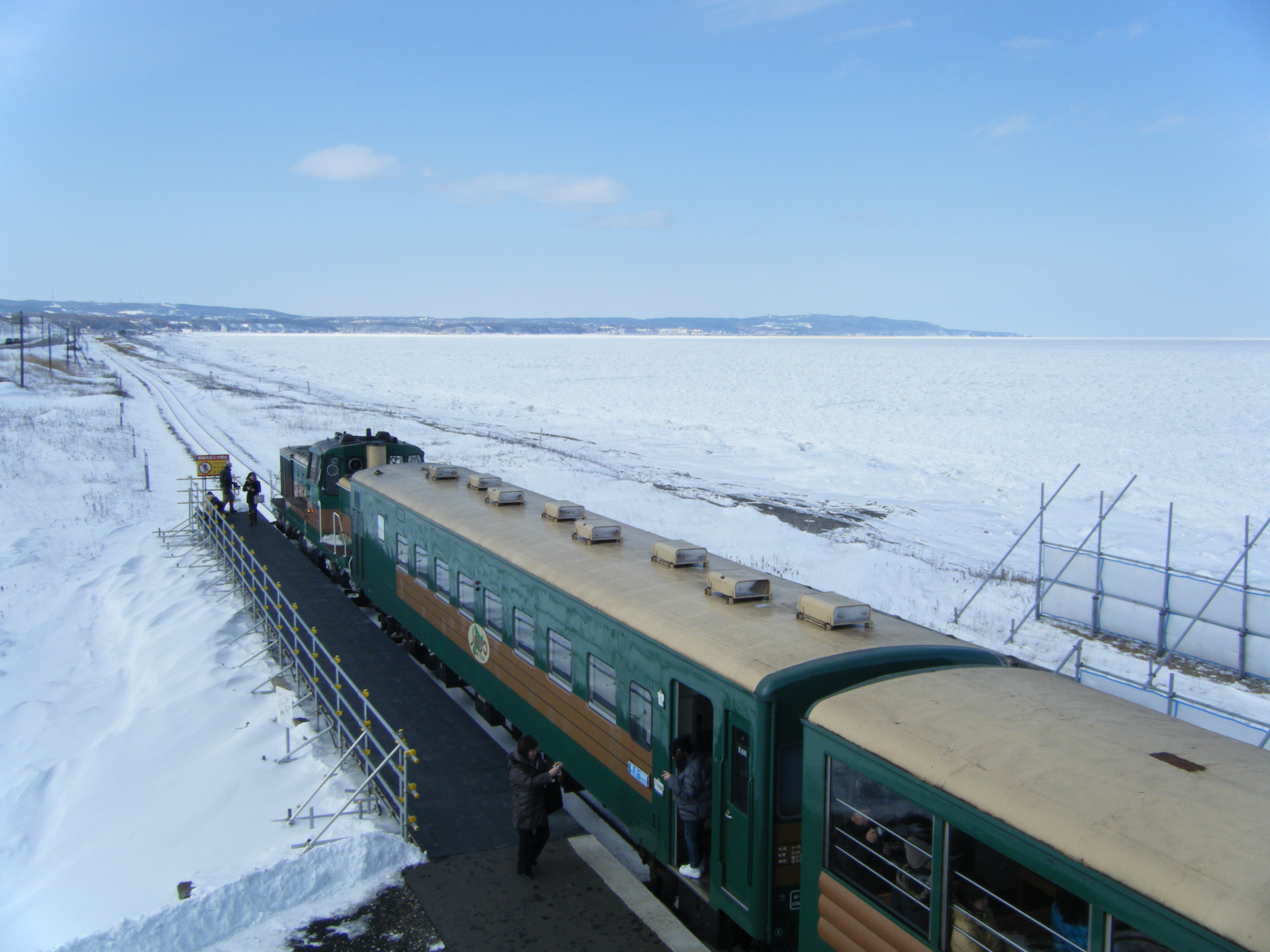
il Norokko alla stazione di Kitahama, sulle rive del Mare di Ochotsk in inverno

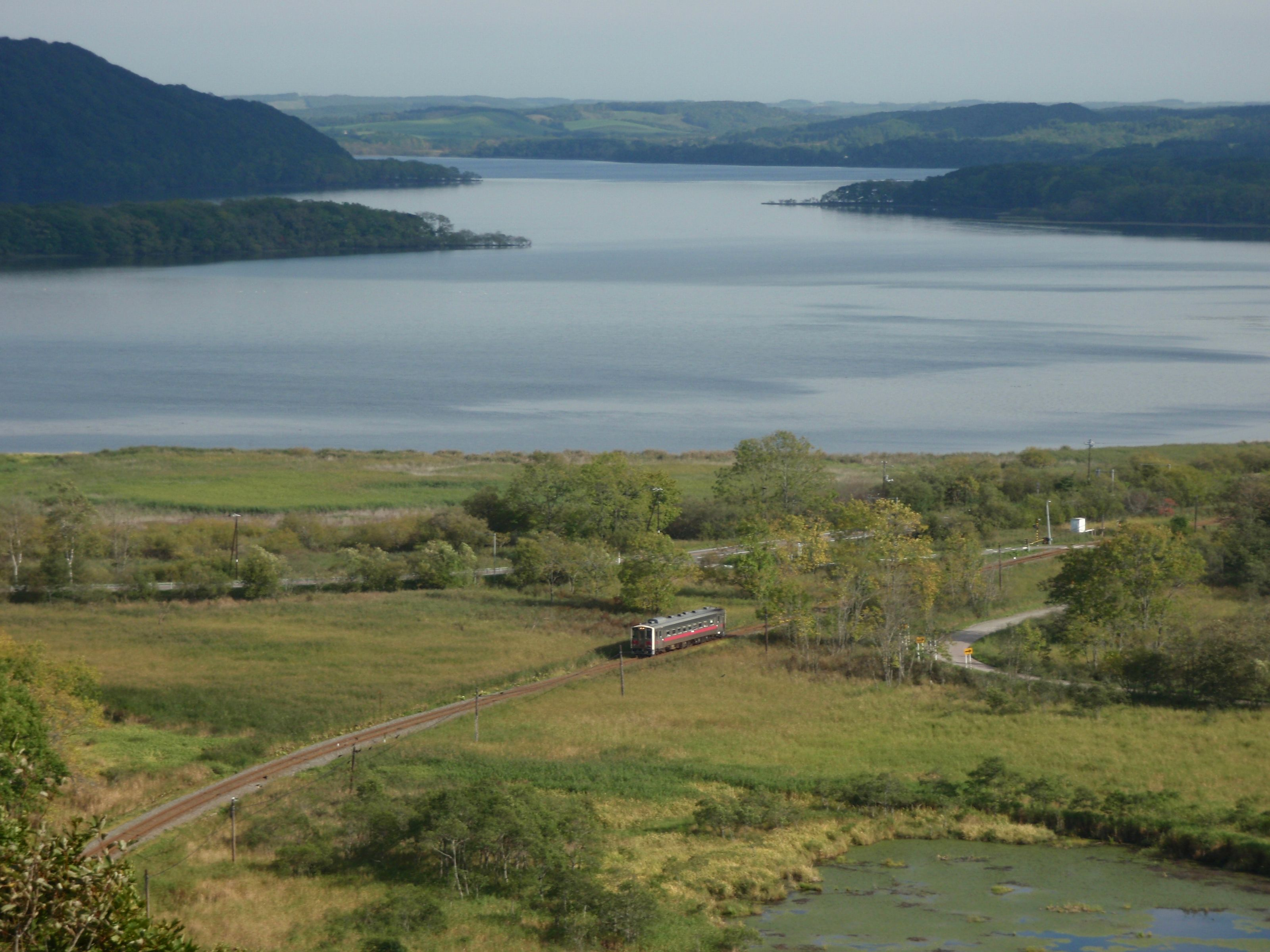
Un Kiha 54 vicino al lago Tōro

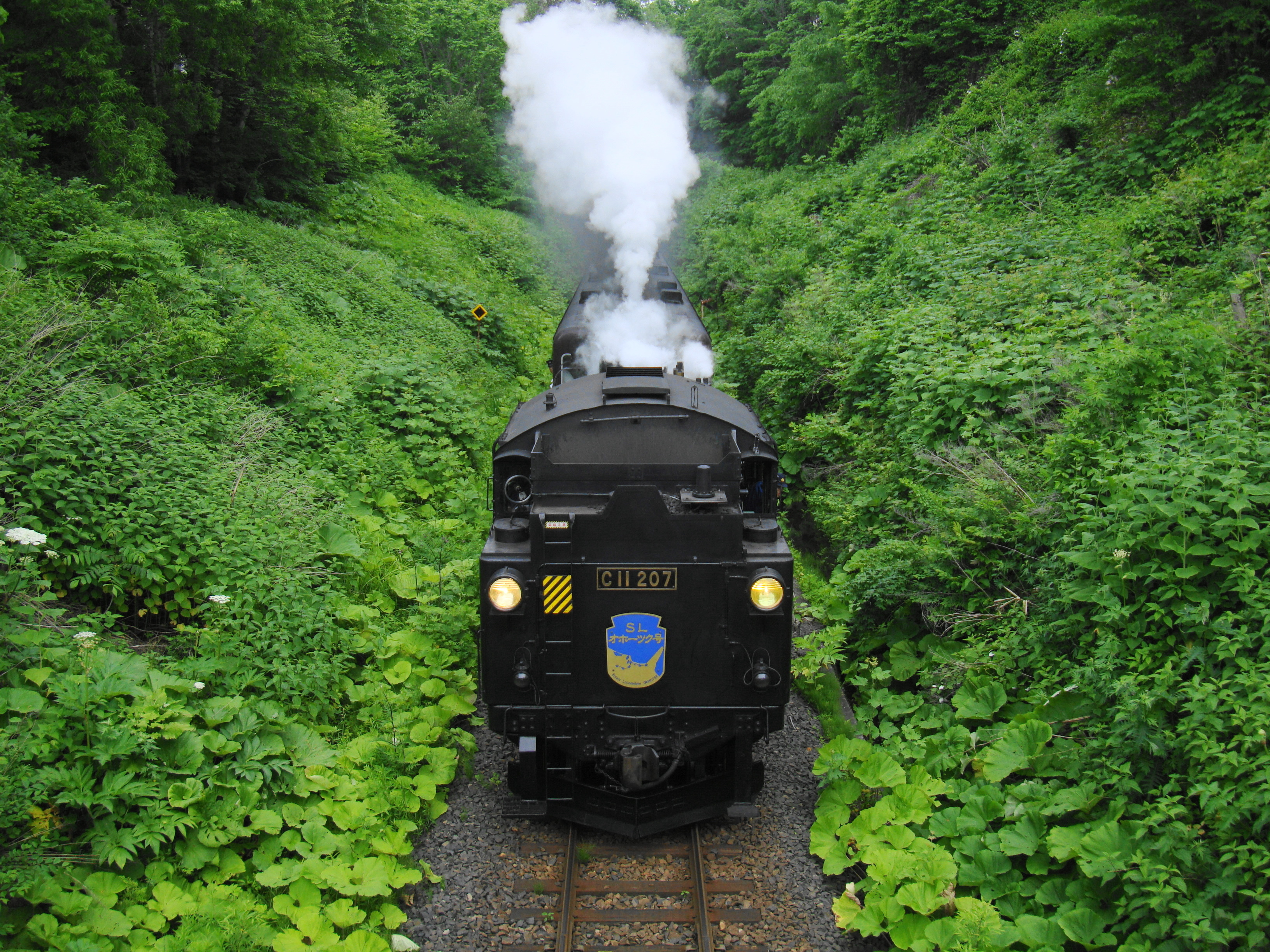
Un treno a vapore in servizio sulla linea

La linea principale Senmō (釧網本線?, Senmō-honsen) è una linea ferroviaria nella prefettura di Hokkaidō, gestita da JR Hokkaidō, che collega le stazioni di Abashiri, e Higashi-Kushiro. Il nome della linea proviene proprio dagli ideogrammi delle due città che la linea collega, Kushiro (釧路?) e Abashiri (網走?).

## Tracciato
Da Abashiri, stazione dove termina anche la linea principale Sekihoku la ferrovia prosegue verso sud-est lungo la costa del mare di Ochotsk, fino a raggiungere l'abitato di Shari. Da Shari il tracciato prosegue verso sud, attraversando il parco nazionale Akan prima e il parco nazionale di Kushiro-Shitsugen poi. Alla stazione di Higashi-Kushiro la linea termina, ricongiungendosi alla linea principale Nemuro.

## Treni
Benché colleghi due fra le principali città dell'Hokkaidō orientale, la linea principale Senmō non passa attraverso zone densamente popolate: per questo motivo sulla linea viene effettuato soltanto servizio locale, ad eccezione di qualche rapido.
Passando inoltre la ferrovia attraverso due parchi nazionali, oltre che vicino al parco nazionale Shiretoko, su questa linea è presente anche un servizio turistico col treno panoramico Norokko e con locomotive d'epoca.

## Stazioni
| Nr. | Nome stazione     | Nome in lingua originale | Distanza (da Abashiri) | Coincidenze                                                           | Posizione (tutte le stazioni si trovano in Hokkaidō) |
| --- | ----------------- | ------------------------ | ---------------------- | --------------------------------------------------------------------- | ---------------------------------------------------- |
| A69 | Abashiri          | 網走駅                   | 0,0 km                 | Hokkaido Railway Company (JR Hokkaidō): - ■ Linea principale Sekihoku | Abashiri                                             |
| B79 | Katsuradai        | 桂台駅                   | 1,4 km                 |                                                                       | Abashiri                                             |
| B78 | Masuura           | 鱒浦駅                   | 6,2 km                 |                                                                       | Abashiri                                             |
| B77 | Mokoto            | 藻琴駅                   | 8,7 km                 |                                                                       | Abashiri                                             |
| B76 | Kitahama          | 北浜駅 (北海道)          | 11,5 km                |                                                                       | Abashiri                                             |
| B75 | Genseikaen        | 原生花園駅               | 16,9 km                |                                                                       | Koshimizu                                            |
| B74 | Hama-Koshimizu    | 浜小清水駅               | 20,1 km                |                                                                       | Koshimizu                                            |
| B73 | Yamubetsu         | 止別駅                   | 25,8 km                |                                                                       | Koshimizu                                            |
| B72 | Shiretoko-Shari   | 知床斜里駅               | 37,3 km                |                                                                       | Shari                                                |
| B71 | Naka-Shari        | 中斜里駅                 | 41,9 km                |                                                                       | Shari                                                |
| B69 | Kiyosatochō       | 清里町駅                 | 49,2 km                |                                                                       | Kiyosato                                             |
| B68 | Sattsuru          | 札弦駅                   | 57,0 km                |                                                                       | Kiyosato                                             |
| B67 | Midori            | 緑駅                     | 65,3 km                |                                                                       | Kiyosato                                             |
| B66 | Kawayu-Onsen      | 川湯温泉駅               | 79,8 km                |                                                                       | Teshikaga                                            |
| B65 | Biruwa            | 美留和駅                 | 87,0 km                |                                                                       | Teshikaga                                            |
| B64 | Mashū             | 摩周駅                   | 95,7 km                |                                                                       | Teshikaga                                            |
| B62 | Isobunnai         | 磯分内駅                 | 110,4 km               |                                                                       | Shibecha                                             |
| B61 | Shibecha          | 標茶駅                   | 121,0 km               |                                                                       | Shibecha                                             |
| B59 | Kayanuma          | 茅沼駅                   | 134,9 km               |                                                                       | Shibecha                                             |
| B58 | Tōro              | 塘路駅                   | 141,9 km               |                                                                       | Shibecha                                             |
| B57 | Hosooka           | 細岡駅                   | 149,1 km               |                                                                       | Kushiro (borgo)                                      |
| B56 | Kushiro-Shitsugen | 釧路湿原駅               | 151,5 km               |                                                                       | Kushiro (borgo)                                      |
| B55 | Tōya              | 遠矢駅                   | 158,8 km               |                                                                       | Kushiro (borgo)                                      |
| B54 | Higashi-Kushiro   | 東釧路駅                 | 166,2 km               | Hokkaidō Railway Company: - ■ Linea principale Nemuro                 | Kushiro (città)                                      |